# Список переименованных административно-территориальных образований Кыргызстана

## Баткенская область
1. Фрунзенский район — Кадамжайский район
2. Исфана, город — Раззаков
3. Котормоский, айылный аймак — Молдо Нияз[1]
4. Маргунский, айылный аймак — Кен-Талааский (2023)
5. Марказский, айылный аймак — Айрыбазский
6. Халмионский, айылный аймак — Исхак-Полотханский
7. 50-лет Киргизии — Мин-Жыгач[2]
8. Большевик — Чимген — Чымкен[2]
9. Валакиш — Тегирмеч
10. Говсувар — Орто-Боз[2]
11. Голбо — Алтын-Бешик[2]
12. Даргаз — Кереге-Таш
13. Дархум — Жети-Таш
14. им. Гагарина — Тайлан
15. им. Чапаева — Арча-Бешик[2]
16. им. Чкалова — Мырза-Патча — Ак-Босого (2023)
17. Коммуна — Сары-Добо
18. Маданият — Айбике[2]
19. Маргун — Мурас (2023)
20. Марказ — Айрыбаз
21. Молотовабад — Уч-Коргон
22. Ноогардан — Ак-Орго
23. Советский — Факел — Жаныжер
24. Фрунзе — Кадамжай
25. Фрунзенское — Пульгон
26. Халмион — Жаниш
27. Чек — Ынтымак[1]
28. Чурбек — Уч-Булак

## Джалал-Абадская область
1. Ленинский район — Ноокенский район
2. Архангельское — Джон-Кюнгей
3. Гавриловка — Орто-Сай
4. Гулистан — Сафедбулан
5. Деш — Тынчтык[1]
6. Дмитриевка — Таран-Базар
7. Дукур — Достук[1]
8. Жойбелент — Орукту
9. им. Ворошилова — Кюлюкдёбё
10. им. Калинина — Падек
11. им. Крупской — Акдёбё
12. им. Фрунзе — Жыгач-Коргон
13. Интернациональное — Баймундуз
14. Коминтерн — Жетиген
15. Комсомол — Ажек
16. Куйгумен — Кенкол
17. Маданият — Баястан
18. Ленин-Джол — Масы
19. Люблинко — Кара-Чолок
20. Михайловка — Жерге-Тал
21. Орукту — Оруктусай
22. Подгорный — Мурза-Булак
23. Правда — Кёктонду
24. Спасовка — Акбаш
25. Таштак — Малкалды[3]

## Иссык-Кульская область
1. Назаралиевский, айылный аймак — Уч-Коргон[1]
2. Нововознесеновский, айылный аймак — Боз-Учукский
3. Семёновский, айылный аймак — Кожояр
4. Алексеевка — Ойтал
5. Большевик — Эшперово
6. Бостериновка — Бостери
7. Ворошиловка — Чон-Тогуз-Бай
8. Долинка — Кара-Ой
9. Ичке-Булун — Конурат[3]
10. Каменка — Жаркынбаево
11. Каракол — Пржевальск — Каракол
12. Климовка — Бирлик
13. Кольцовка — Боконбаево
14. Комсомол — Булан-Соготу
15. Комсомольское — Кытай[1]
16. Курорт — Джети-Огуз
17. Курское — Сары-Ой
18. Лизогубовка — Советское
19. Мариинское — Ырдык
20. Некрасовское — Даркан
21. Николаевка — Тогуз-Булак
22. Озерно-Фольбаумовское — Кутурга
23. Песчаное — Боз-Бешик
24. Покровка — Кызыл-Суу
25. Преображенское — Тюп
26. Приозерное — Ынтымак
27. Прогресс — Бактуу-Долоноту
28. Раздольное — Качибек
29. Рыбачье — Иссык-Куль — Балыкчы
30. Сазановка — Ананьево
31. Сливкино — Покровка — Кызыл-Суу
32. Соколовка — Ак-Чий
33. Семёновка — Кожояр-Ата[1]
34. Теплоключенка — Ак-Суу

## Нарынская область
1. Тянь-Шаньская область — Нарынская область
2. Тянь-Шанский район — Нарынский район
3. Джергеталский айылный аймак —а.а. Эсеналы Дайракунов[2]
4. Кош-Добонский айыльный аймак — Омон-Ханский а.а.[4]
5. Дыйкан — Чоко-Бий[2]
6. Дюрбульджин — Баетово
7. Куйбышев — Таш-Добо
8. Осовиахим — Чолок-Кайын

## Ошская область
1. Советский район — Кара-Кульджинский район
2. Сары-Булакский айылный аймак — а.а. Рыспай Абдыкадыров[2]
3. XVIII Партсъезд — Монок
4. Алексеевское — Кетмень-Тюбе
5. Борбаш — Кайрагач[4]
6. Ильичёвка — Карадыйкан
7. им. Калинина- Аккыя
8. им. Карла Маркса — Тамгатерек
9. им. Кирова — Чечебай
10. им. Кирова — Кенжебай[2]
11. им. Крупской — Арпатектир
12. им. Ленина — Жылкелди
13. им. Тельмана — Баймырза
14. им. Тельмана — Ак-Булак
15. им. Фрунзе — Жазы
16. им. Шверника — Барак
17. Киров — Тоготой
18. Культурное — Имам-Ата
19. Ленин-Джол — Жээренчи
20. Москва — Бужум
21. Покровское — Ленинское — Куршаб
22. Социализм — Конурат

## Таласская область
1. Кировский район — Кара-Бууринский район
2. Ленинпольский район — Бакай-Атинский район
3. Покровский айылный аймак — а.а. Семетей[2]
4. Александровка — Кировское — Кызыл-Адыр
5. Буденный — Чон-Кара-Буура
6. Буденный — Чат-Базар
7. Гогендорф — Хивинка — Арашан
8. Грозное — Аманбаево
9. Дмитриевка — Талас
10. Ивано-Алексеевка — Кёк-Ой
11. им. Калинина — Ынтымак
12. Иоганесдорф — Кум-Арык
13. Ключевка — Боо-Терек
14. Козучак — Жанкороз-Олуя[3]
15. Крупское — Ак-Джар
16. Куру-Маймак — Сатыкей[2]
17. Николайталь — Ленинполь — Бакай-Ата
18. Орловка — Ак-Дёбё
19. Плодопитомник — Кёк-Дёбё
20. Покровка — Семетей[2]
21. Пушкино — Чон-Капка
22. Чымгент — Чолпонбай[4]

## Чуйская область
1. Калининский район, (в1977 году выделен Панфиловский район) —Жайылский район
2. Военно-Антоновский айылный айймак — айылный аймак Кожомкул[2]
3. Беловодское — Сталинское —Беловодское
4. Белогорка — Таш-Булак
5. Большевик — Жайыл
6. Быстровка — Кемин
7. Военно-Антоновка — Кожомкул[2]
8. Воронцовка — Таш-Дебе
9. Ворошиловское — Аламедин
10. Вязовка — Туз
11. Горная Серафимовка — Кебек-Бий
12. Каганович — Сокулук
13. Калиновка — Кошой
14. Кирово — Кунтуу
15. Комсомол — Кзылсу
16. Кызыл-Октябрь — Бекитай
17. Маловодное — Назар
18. Мичурино — Арал
19. Новомихайловка — Бообек[2]
20. Новороссийка — Шабдан
21. Ново-Троицкое — Краснооктябрьское — Шопоков
22. Октябрьское — Калыгул
23. Плохотниково — Акматбек
24. Садовое — Мамбетджан
25. Самсоновское — Бурулдай
26. Старо-Николаевское — Панфиловское
27. Старопокровка — Чуй
28. Фриденфельд — Интернациональное
29. Эбенфельд — Первомайское

## Источник
- Перечень географических названий Киргизии